# Хинрихсхаген (Мекленбург)
Хинрихсхаген (нем. Hinrichshagen) — коммуна в Германии, в земле Мекленбург-Передняя Померания.
Входит в состав района Мюриц. Подчиняется управлению Зеенландшафт Варен. Население составляет 152 человека (на 31 декабря 2010 года). Занимает площадь 14,90 км². Официальный код — 13 0 56 022.